# Chrysler Viper GTS-R

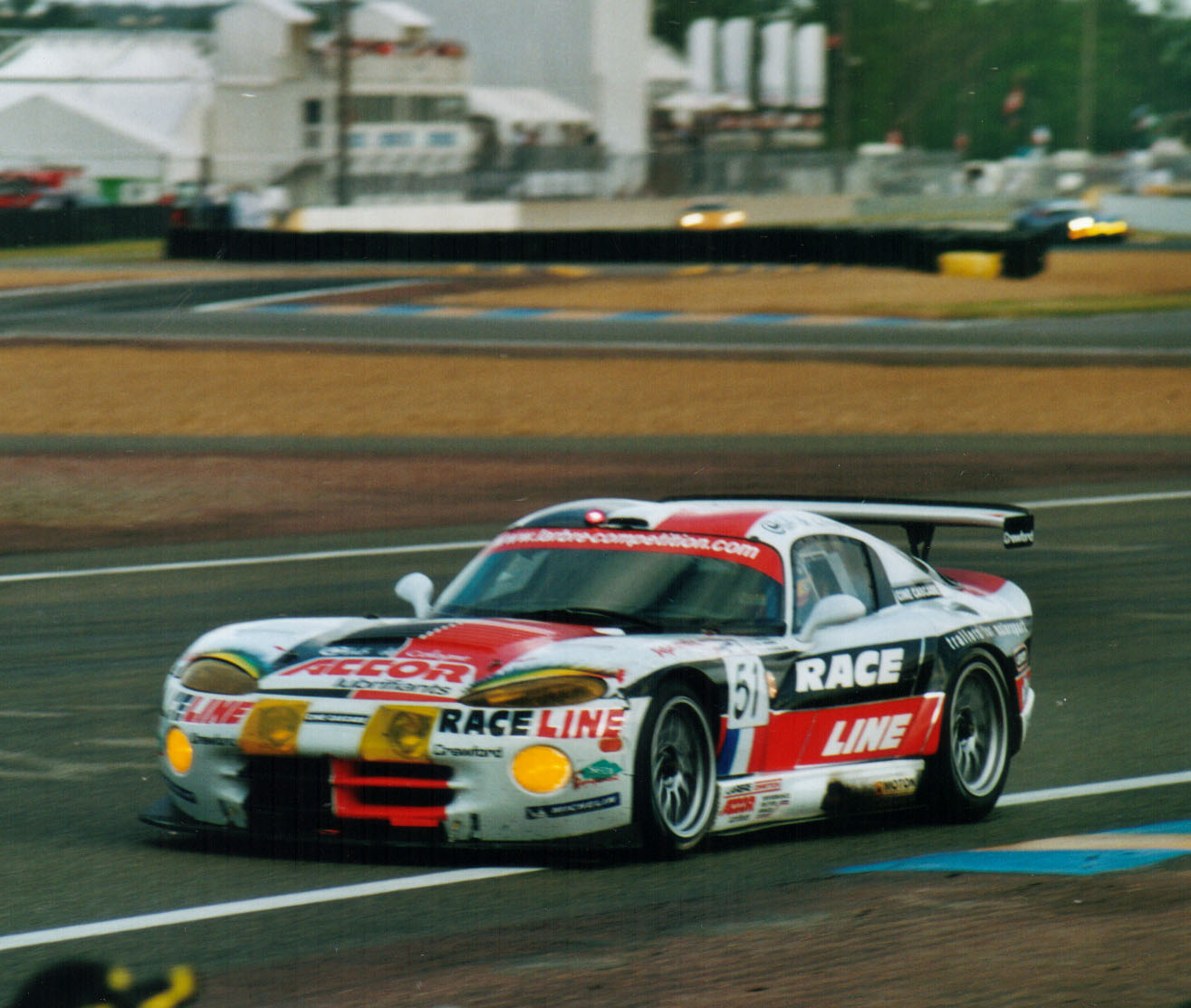
Chrysler Viper competindo nas 24 Horas de Le Mans.

Chrysler Viper GTS-R (também conhecido como Dodge Viper GTS-R, quando correu na América do Norte) foi um carro de corrida bem sucedida sendo uma variante do esportivo Dodge Viper, sendo desenvolvido em conjunto com Chrysler da América do Norte, Oreca da França, e Motorsport Reynard do Reino Unido. Oficialmente revelado no Pebble Beach Concours de 1995, ganhando inúmeros campeonatos e eventos famosos em sua história. Alguns chassis desse modelo ainda estão em uso, hoje.

## Desenvolvimento
No início de 1990, a primeira geração do Dodge Viper RT/10, tinha sido modificado por equipes de corridas  para uso em corridas na América do Norte e na Europa, sem muito sucesso. Apesar de seu motor V10 ser poderoso, o carro não foi adaptado para corridas e nas equipes faltava o financiamento para construir um carro que pudesse competir com os esforços de fábrica. Uma questão-chave foi o fato de que o Viper era um roadster, portanto, sem a rigidez que um coupe teria. No entanto, após o sucesso de vendas da primeira geração do Viper,a Dodge começou a redesenhar o carro em 1995,com a atualização do roadster e, ao mesmo tempo, adicionando um novo coupe, conhecido como o Viper GTS.
Embora os Vipers da primeira geração tivessem vendido bem, a Dodge pretendia demonstrar a capacidade potencial do novo carro, principalmente no campo da manipulação. Dodge, Chrysler, portanto, aprovado o desenvolvimento de um programa de corridas centralização em torno do Viper GTS que estava ainda em desenvolvimento no momento. Esta co-desenvolvimento permitiria elementos do carro de corrida para ser adaptado ao carro da estrada, e vice-versa, para a melhoria mútua de cada carro.
A Chrysler acredita que, a fim de adaptar o seu carro não só para os norte-americanos, mas também circuitos europeus, que eles necessitam de uma assistência externa. Um acordo foi feito com a equipe de corrida e a empresa de engenharia francesa Oreca, que tinha muitos anos de experiência em carros de corrida, bem como assistência para o Mazda 787B vencedor nas 24 Horas de Le Mans de 1991. A Oreca iria construir e manter os carros de corrida em suas lojas, bem como executar as equipes oficiais de fábrica da Chrysler na Europa.
Embora seria a Oreca que iria construir os carros, os elementos essenciais viriam de empresa de engenharia Reynard British Motorsport. Isso consistem principalmente na construção de chassi de base do carro e outras partes integrantes, antes de serem enviados para a Oreca para a montagem.
Em termos de design muito da carroçaria do Viper GTS foi retida no carro de corrida. Elementos obrigatórios, como uma asa traseira, o difusor traseiro, dianteiro e Splitter foram adicionados para a aerodinâmica. Para ajudar na iluminação, as luzes opcionais puderam ser colocados em entalhes quadrados acima da grade. O escape também seriam direcionadas para o lado do carro, logo abaixo das portas, a meio caminho entre a frente e a roda traseira. Escapamentos laterais tinham sido uma característica da primeira geração norte-americana do RT/10 , mas já não eram utilizados no GTS. Foram adicionados capa (para o arrefecimento do motor), enquanto a ingestão foram colocados no teto e pára-lamas traseiros.
No total, 57 Viper GTS-R seriam construídos. Após a produção inicial de cinco protótipos para testes e uso da Oreca e Canaska / Southwind, 52 carros a mais seriam construído. Embora alguns carros fossem utilizados pelas equipes de fábrica, a maioria seria vendido diretamente aos clientes para o uso em qualquer série permitida.

## Vitórias

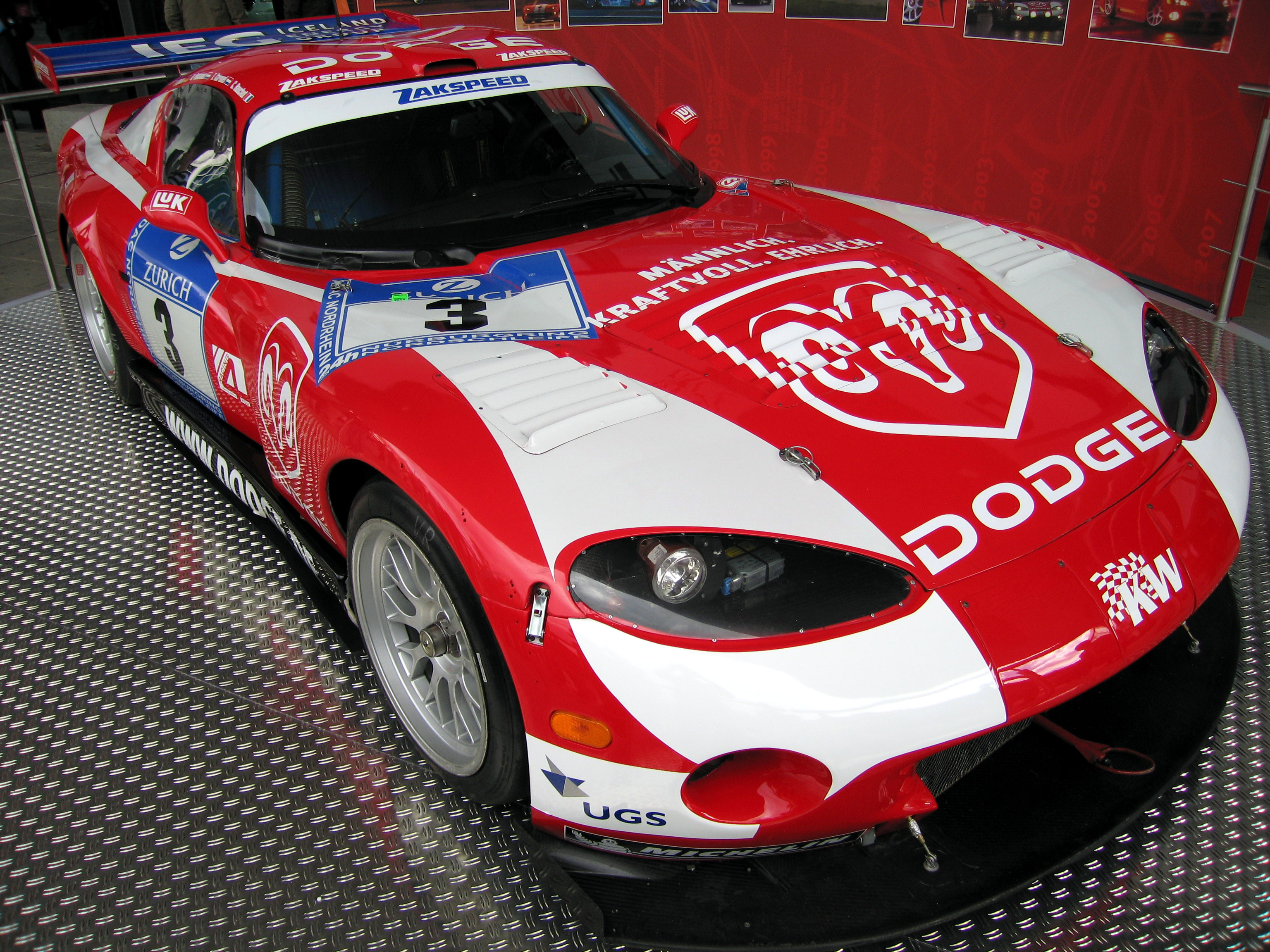
Dodge Viper.

### Gerais
- 24 Horas de Nürburgring - 1999, 2001, 2002
- 24 Horas de Spa - 2001, 2002
- Rolex 24 at Daytona - 2000

### Por Classe
- 24 Horas de Le Mans - 1998, 1999,2000
- 12 Hours de Sebring - 2000
- Petit Le Mans - 1999
- 1000 km Fuji - 2001
- 12 Horas de Taruma - 2003, 2004
- Mil Milhas Brasileiras - 2004